# Маестро (фільм, 2023)
«Маестро» (англ. Maestro) — американський біографічний фільм, заснований на житті Леонарда Бернштейна, режисера Бредлі Купера за сценарієм, який він написав у співавторстві з Джошем Сінгером. Продюсерами фільму є Мартін Скорсезе, Стівен Спілберг і Тодд Філліпс, а також Купер, який разом з Кері Малліган зіграли головні ролі.

## Синопсис
Історія про довічні стосунки диригента-композитора Леонарда Бернстайна та актриси Феліції Монтеалегрі Кон Бернстайн.

## У ролях
| Актор           | Роль                |
| --------------- | ------------------- |
| Бредлі Купер    | Леонард Бернстайн   |
| Кері Малліган   | Фелісія Монтеалегре |
| Меттью Бомер    | Девід Оппенгейм     |
| Мая Гоук        | Джеймі Бернстайн    |
| Сара Сільверман | Ширлі Бернстайн     |
| Майкл Урі       | Джером Роббінс      |
| Вінченцо Амато  | Бруно Зірато        |
| Джош Гамільтон  | Джон Грюн           |
| Сем Нівола      | Александр Бернстайн |
| Міріам Шор      | Синтія О'Ніл        |
| Ясен Пєянков    | Сергій Кусевицький  |

## Виробництво

### Розробка
Проєкт розроблявся Paramount Pictures, режисером фільму спочатку планувався Мартін Скорсезе. Він залишив посаду режисера, щоб працювати над «Ірландцем» і Бредлі Купер приєднався до проєкту в травні 2018 року в якості режисера та виконавця головної ролі. Скорсезе буде продюсувати разом із Тоддом Філліпсом і Стівеном Спілбергом. У січні 2020 року проєкт був перенесений на Netflix, а зйомки очікували розпочати у 2021 році.

### Кастинг
У вересні 2020 року фільм отримав назву «Маестро», а до акторського складу приєдналася Кері Малліган. Також було оголошено, що зйомки розпочнуться навесні 2021 року. У жовтні Джеремі Стронг почав переговори про приєднання до акторського складу в ролі Джона Грюна, але згодом вибув через конфлікт графіків; на його заміну був обраний Джош Гамільтон. У березні 2022 року Меттью Бомер почав переговори про приєднання до акторського складу. Бомера буде підтверджено у квітні, а Мая Гоук також поповнила акторський склад. У червні Сара Сільверман отримала роль сестри Бернштейна Ширлі.

### Зйомки
Спочатку планувалося, що зйомки фільму розпочнуться 5 квітня 2021 року в Лос-Анджелесі, але натомість вони розпочалися у травні 2022 року. Зйомки відбулися в Тенглвуді з 21 по 26 травня і в Нью-Йорку.